# Хроника на Ян Длугош
„Годишници или хроника на славното полско кралство“, написана от Ян Длугош в периода 1455 – 1480 г. е един от основните източници за походите на Владислав III от 1443 – 1444 г. срещу османските турци. Счита се, че Хрониката на Ян Длугош страда от редица неточности, но въпреки това представя цялостна картина за антиосманските кампании от този период.

## Български превод
Хрониката на Ян Длугош е добре известна и широко използвана от изследователите по темата, като в българската историография липсва неин пълен превод, а частични преводи на български са правени от Васил Гюзелев и Невян Митев.
Според българския превод хронистът упоменава, че българските земи остават под османска власт след подписването на Одринския мирен договор, а на Янош Хуняди е обещано да стане Kрал на България. С не по-малко значение са данните на хрониста относно извършването на издевателства на кръстоносците над местното население, което е вероятна причина българите да не участват масово в тези антиосмански военни кампании.